# Рембаза (Киев)

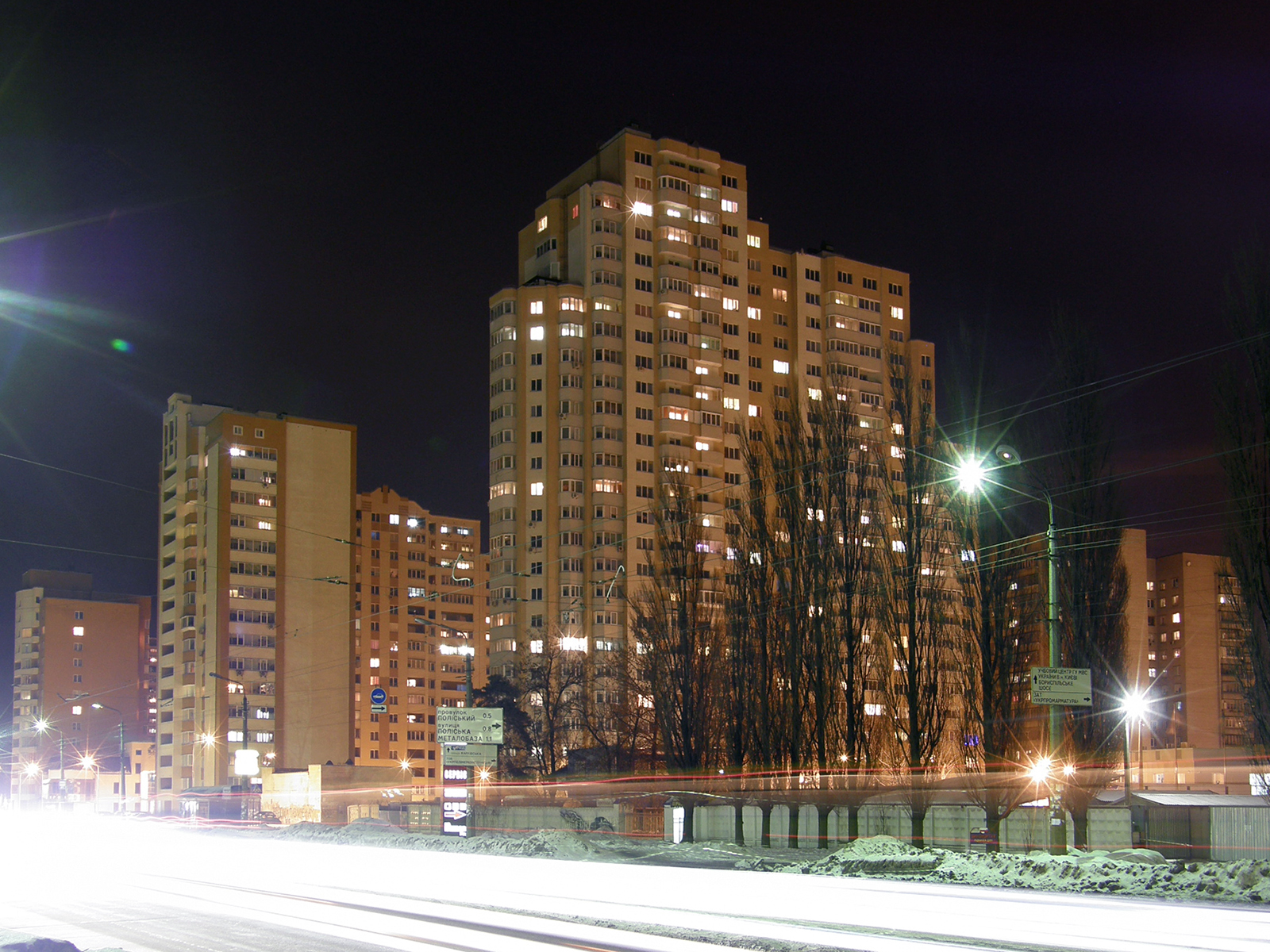
Начало Рембазы по Бориспольской улице

Ремба́за (укр. Ремба́за) — истрический район в Дарницком районе Киева.

## Характеристика
Название местности происходит от расположенного здесь завода по ремонту бронетанковой техники.
Ориентировочные границы — Полесская улица, Бориспольская улица, конечная трамвайных путей маршрута № 22, железная дорога Киев—Яготин. С запада входит в Новую Дарницу. Восточнее расположен Шлакоблок. С юга окружена лесом. Включает в себя промзону и в своё время множество в/ч (часть местности) и микрорайон между Бориспольской и Полесской улицами.

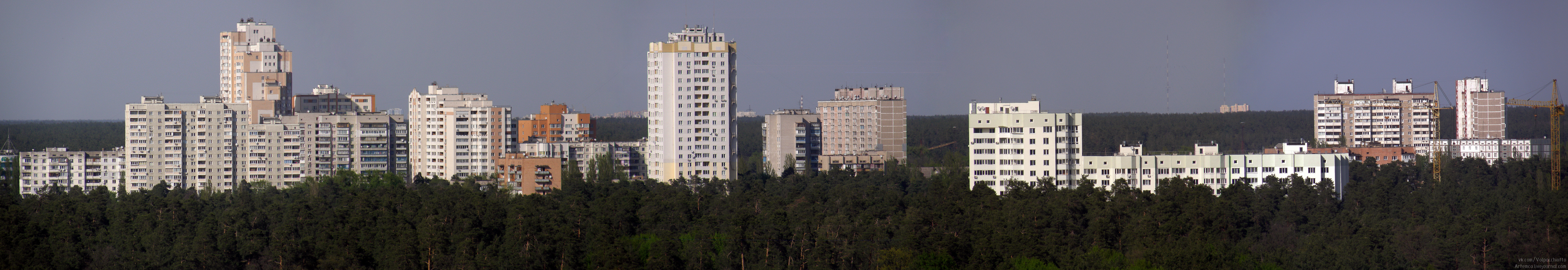

Застройка и развитие местности начались в послевоенное время, особенно в 1950-е годы.
Самым старым жилым зданием Рембазы было 5-этажное здание 1918 года постройки, на месте которого была построена церковь.
На Рембазе находятся: средняя школа № 217, два детсада, заброшенный стадион, поликлиника № 2 Дарницкого района, почтовое отделение, библиотека.

### Транспорт
В 1957 году по Бориспольской улице проложена трамвайная линия, по которой проходят маршруты № 22 и 8.  Автобусы  # 51 и 63
Ближайшая к району станция Киевского метрополитена — «Красный Хутор».